# Королевские телохранители Бутана
Королевские телохранители Бутана (КТБ)— независимое подразделение Королевской Бутанской армии, отвечающее за охрану короля Бутана и членов его семьи; наиболее подготовленное и лучше всего вооружённое подразделение армии. Численность — более тысячи человек.

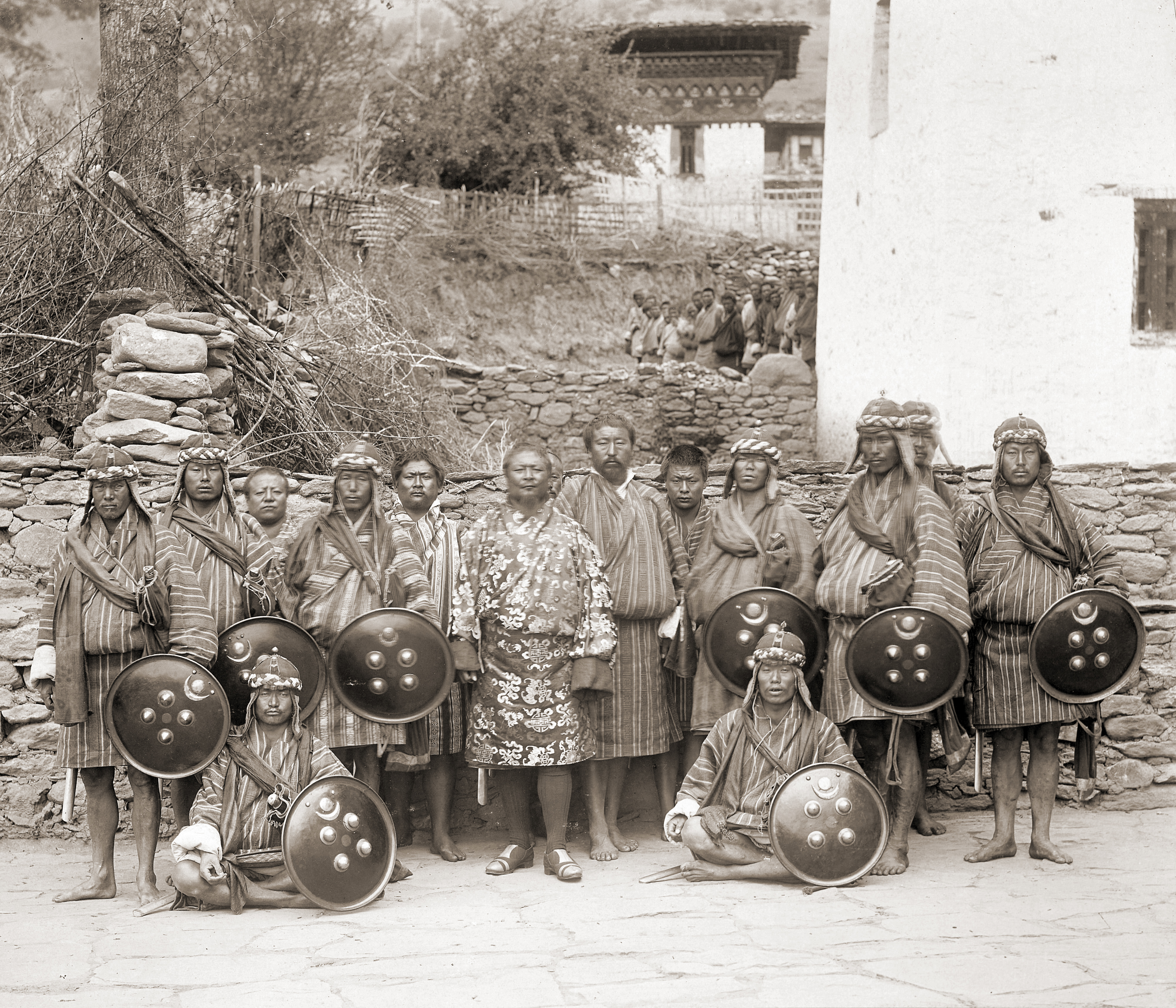
Первый Король Бутана Угьен Вангчук со своими телохранителями в 1905, Тронгса-дзонг, Бутан

Свой высокий уровень подготовленности Королевские телохранители доказали в 2003 году во время разгрома лагерей ассамских сепаратистов. Телохранители шли в первых рядах атакующих, но не понесли никаких потерь; не пострадал и лично участвовавший в боях король Джигме Сингье Вангчук.

## Критика
Телохранителей обвиняют в произвольном задержании и пытках тех, кто выступает против монархии Бутана. Их также обвиняют в убийстве лхоцампа на юге Бутана.